# Paedembiidae
Paedembiidae (лат.) — семейство эмбий, включающее эндемиков Центральнной Азии. Известно 3 вида. Название семейства и типового рода происходит от педоморфного внешнего вида взрослых особей обоих полов.

## Описание
Крупные эмбии, длина около 2 см. Самцы Paedembiidae бескрылы и внешне неотенические с сильно редуцированными мужскими гениталиями, которые почти симметричны. Таким образом, они несколько похожи на Clothodidae, но отличаются отсутствием крыльев. Тергит X медиально не разделён; задний базитарзус с двумя выступами-лопастями.

## Распространение
Представители семейства встречаются только в районах Центральнной Азии.

## Систематика
В семействе описано 3 рода и 3 вида. Семейство было выделено в 2006 году и включено в отдельный инфраотряд Paedembiamorpha. По крайней мере, один вид необычен тем, что является полностью подземным, и у обоих видов 2006 года самцы поразительно неотеничны. Росс (2006) счёл необычную биологию и морфологию этих видов настолько убедительной, что выделил не только новый род, но и новый инфраотряд, Paedembiamorpha. Szumik и др. (2008) считают, что этот вид либо является сестринской кладой всех эмбий, кроме Clothoda, либо сестрой всех эмбий. Основным признаком, подтверждающим это, является почти симметричное состояние мужских гениталий, но это может не быть плезиоморфным в пределах отряда.
- Род Badkhyzembia Gorochov & Anisyutkin, 2006
  - Badkhyzembia krivokhatskyi Gorochov & Anisyutkin, 2006 — Туркменистан, Бадхызский природный заповедник, Кзыл-Джар[4]
- Род Paedembia Ross, 2006
  - Paedembia afghanica Ross, 2006 — Афганистан[1]
- Род Uranembia Blyummer, 2017
  - Uranembia rivkusi Blyummer, 2017 — Узбекистан, Кызылкумы[5]